# 陸上自衛隊空挺教育隊
陸上自衛隊空挺教育隊（りくじょうじえいたいくうていきょういくたい、JGSDF Airborne Training Unit）は、陸上自衛隊習志野駐屯地（千葉県船橋市）に駐屯する第1空挺団に隷属する陸上自衛隊の教育隊である。

## 概要

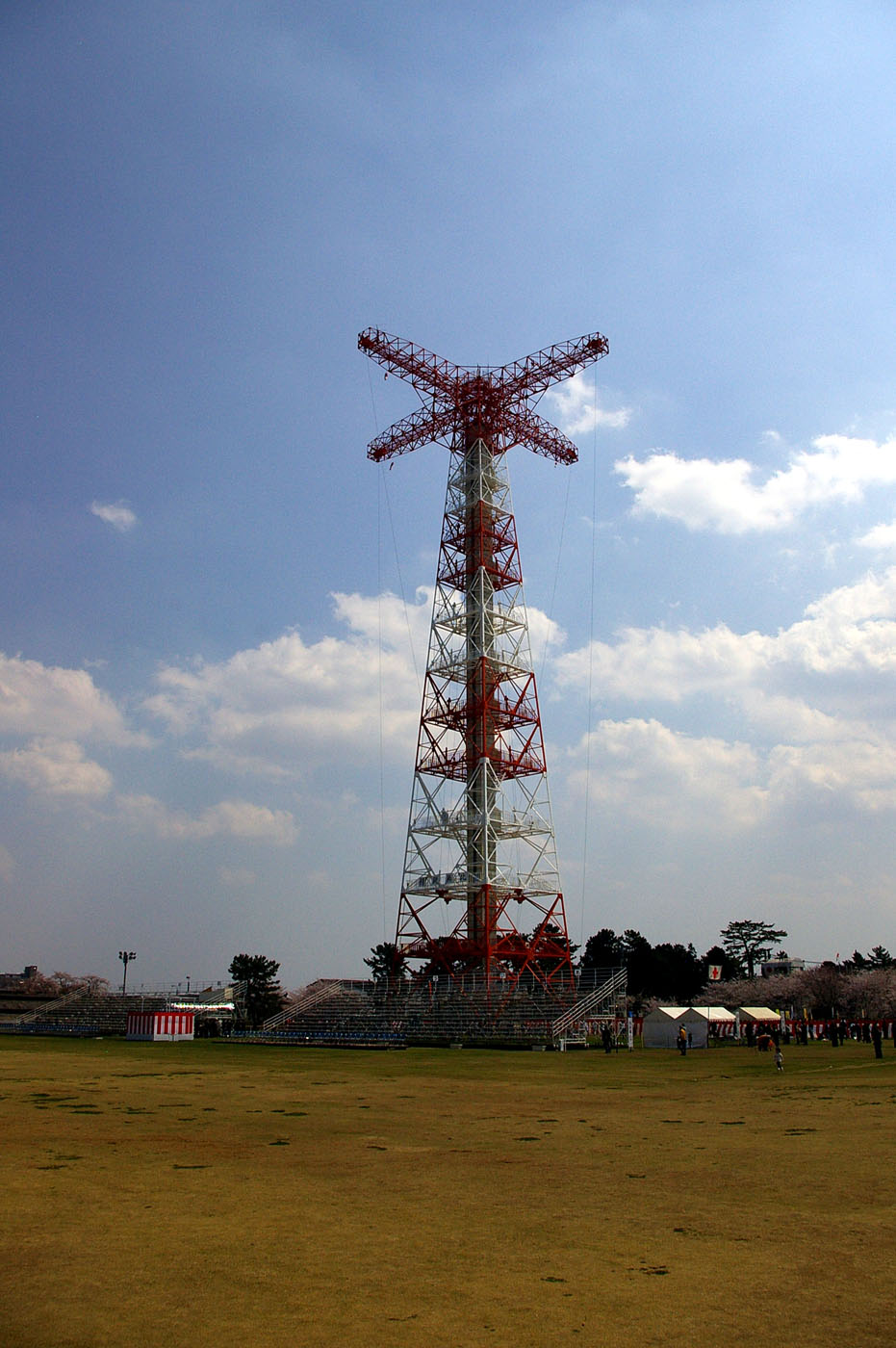
降下訓練塔

教育隊長は1等陸佐（三）が充てられ、陸上自衛隊における空挺に関する必要な知識および技能を修得させるための教育訓練を行うことを主任務とするほか、空挺部隊の運用や落下傘および空挺用特殊装具等に関する教育・研究・調査を主要任務としている。
高さ80ｍの降下訓練塔を有するため、操縦訓練生の落下傘降下訓練や航空自衛隊の救難員の基本降下課程と空挺レンジャー課程の教育を受託しており、近年は海上自衛隊の特別警備隊に対する、基本降下課程の受託も併せて行われている。
長らく、女性自衛官の配置制限が敷かれていたが、2017年（平成29年）に空挺分野の女性自衛官の配置制限が廃止され、2020年（令和2年）の第319期基本降下課程において、初めての女性空挺隊員が誕生した。

## 沿革
臨時空挺練習隊
- 1955年（昭和30年）
  - 1月10日：臨時空挺練習隊が福岡県香椎において編成。
  - 4月5日：臨時空挺練習隊が習志野駐屯地に移駐。

陸上自衛隊空挺教育隊
- 1955年（昭和30年）8月31日：臨時空挺練習隊（習志野駐屯地）が陸上自衛隊空挺教育隊に称号変更され、編成完結。
- 1956年（昭和31年）1月25日：第101空挺大隊を隷下に編成。
- 1958年（昭和33年）6月25日：第1空挺団が編成完結し、同団隷下に編入。

## 設置されている課程
- 基本降下課程
- 降下長課程
- 自由降下課程
- 幹部 / 陸曹空挺レンジャー課程

## 部隊編成
- 総務科
- 落下傘整備科･･･落下傘および空挺用特殊装具等の保存および整備
- 研究科･･･空挺部隊の基礎的運用、物量投下等および教育訓練に関する調査研究およびそれらに関する図書の管理
- 学生隊

## 主要幹部
| 官職名       | 階級    | 氏名     | 補職発令日     | 前職                           |
| ------------ | ------- | -------- | -------------- | ------------------------------ |
| 空挺教育隊長 | 1等陸佐 | 溝口光章 | 2024年08月02日 | 陸上自衛隊教育訓練研究本部勤務 |

| 空挺教育隊長心得 | 空挺教育隊長心得     | 空挺教育隊長心得                                            | 空挺教育隊長心得                         | 空挺教育隊長心得                                 |
| 代               | 氏名                 | 在職期間                                                    | 前職                                     | 後職                                             |
| ---------------- | -------------------- | ----------------------------------------------------------- | ---------------------------------------- | ------------------------------------------------ |
| 0-               | 衣笠駿雄             | 1955年08月31日 - 1957年03月15日 ※1957年02月16日 1等陸佐昇任 | （2等陸佐）                              | 空挺教育隊長 兼 習志野駐とん地司令               |
| 空挺教育隊長     |                      |                                                             |                                          |                                                  |
| 代               | 氏名                 | 在職期間                                                    | 前職                                     | 後職                                             |
| 01               | 衣笠駿雄             | 1957年03月16日 - 1958年06月24日                             | 空挺教育隊長心得 兼 習志野駐とん地司令   | 第1空挺団長 兼 習志野駐とん地司令                |
| 0-               | 片岡亮平 （2等陸佐） | 1958年06月25日 - 1958年07月31日                             | 空挺教育隊副隊長 （空挺教育隊長心得）    | 第1空挺団副団長                                  |
| 02               | 西田秀男             | 1958年08月01日 - 1961年07月31日 ※1959年08月01日 1等陸佐昇任 | 第1空挺団本部勤務                        | 陸上自衛隊幹部学校研究員                         |
| 03               | 倉重翼               | 1961年08月01日 - 1962年03月15日                             | 陸上幕僚監部付                           | 防衛研修所所員                                   |
| 04               | 中西弘毅 （2等陸佐） | 1962年03月16日 - 1963年07月31日                             | 第1空挺団勤務                            | 生徒教育隊大隊長                                 |
| 05               | 三谷博太郎           | 1963年08月01日 - 1965年07月15日 ※1964年07月01日 1等陸佐昇任 | 陸上自衛隊幹部学校勤務 （2等陸佐）       | 陸上幕僚監部付                                   |
| 06               | 八木正忠             | 1965年07月16日 - 1968年03月15日                             | 第11師団司令部第3部長                    | 第8普通科連隊長 兼 米子駐とん地司令              |
| 07               | 本間睦男             | 1968年03月16日 - 1970年03月15日 ※1968年07月01日 1等陸佐昇任 | 陸上自衛隊富士学校勤務 （2等陸佐）       | 東部方面総監部付                                 |
| 08               | 田茂佐一             | 1970年03月16日 - 1970年07月15日                             | 第1空挺団普通科群長                      | 第1空挺団副団長                                  |
| 09               | 大河内剛健           | 1970年07月16日 - 1971年07月15日 ※1971年07月01日 1等陸佐昇任 | 空挺教育隊勤務 （2等陸佐）               | 第1特科群長                                      |
| 10               | 林繁己               | 1971年07月16日 - 1973年07月15日 ※1972年07月01日 1等陸佐昇任 | 第15普通科連隊副連隊長 （2等陸佐）       | 第7普通科連隊長 兼 福知山駐とん地司令            |
| 11               | 松岡文夫             | 1973年07月16日 - 1975年03月16日                             | 陸上自衛隊幹部学校研究員                 | 第9師団司令部幕僚長                              |
| 12               | 谷脇憲司             | 1975年03月16日 - 1977年03月15日 ※1975年07月01日 1等陸佐昇任 | 第12師団司令部第1部長 （2等陸佐）        | 第29普通科連隊長 兼 倶知安駐とん地司令           |
| 13               | 花山勝音             | 1977年03月16日 - 1979年01月09日 ※1977年07月01日 1等陸佐昇任 | 陸上自衛隊幹部候補生学校勤務 （2等陸佐） | 普通科教導連隊長 兼 滝ヶ原駐とん地司令           |
| 14               | 久田博之             | 1979年01月10日 - 1981年03月15日                             | 陸上幕僚監部防衛部研究課 分析班長        | 第1空挺団副団長                                  |
| 15               | 松山省二             | 1981年03月16日 - 1983年03月15日                             | 第101装甲輸送隊長                        | 第39普通科連隊長 兼 弘前駐屯地司令               |
| 16               | 村田成久             | 1983年03月16日 - 1985年08月07日                             | 第1空挺団勤務                            | 陸上自衛隊業務学校研究員                         |
| 17               | 平田英男             | 1985年08月08日 - 1987年07月31日                             | 第2師団司令部第1部長                     | 第1師団司令部監察官                              |
| 18               | 重高昭教             | 1987年08月01日 - 1990年03月15日                             | 第1空挺団普通科群長                      | 第1空挺団本部付                                  |
| 19               | 片山一儀 （2等陸佐） | 1990年03月16日 - 1991年07月31日                             | 第8師団司令部第1部長                     | 第12師団司令部監察官                             |
| 20               | 高橋正義             | 1991年08月01日 - 1993年07月31日                             | 第1空挺団本部高級幕僚                    | 第13後方支援連隊長 兼 第13師団司令部第4部長      |
| 21               | 西迫健一             | 1993年08月01日 - 1996年03月24日                             | 第1空挺団本部高級幕僚                    | 陸上自衛隊会計監査隊副隊長                       |
| 22               | 山崎安男             | 1996年03月25日 - 1997年03月25日                             | 大宮駐屯地業務隊長                       | 第1空挺団本部付                                  |
| 23               | 寺田米三             | 1997年03月26日 - 1999年07月31日                             | 陸上自衛隊北海道地区補給処 需品部長      | 第1空挺団本部勤務                                |
| 24               | 高橋敏政             | 1999年08月01日 - 2002年03月21日                             | 陸上幕僚監部教育訓練部付                 | 第14普通科連隊長 兼 金沢駐屯地司令               |
| 25               | 平田健治             | 2002年03月22日 - 2005年03月22日                             | 陸上自衛隊幹部学校学校教官               |                                                  |
| 26               | 吉村卓久             | 2005年03月23日 - 2006年08月03日                             | 第48普通科連隊長                         | 東部方面総監部総務部長                           |
| 27               | 宮本恭良             | 2006年08月04日 - 2008年03月25日                             | 第4陸曹教育隊長                          |                                                  |
| 28               | 和知喜久雄           | 2008年03月26日 - 2010年03月22日 ※2009年01月01日 1等陸佐昇任 | 自衛隊体育学校勤務 （2等陸佐）           | 駒門駐屯地業務隊長                               |
| 29               | 大川浩史             | 2010年03月23日 - 2012年03月22日                             | 陸上自衛隊幹部学校学校教官               | 中央即応集団司令部付                             |
| 30               | 賦勺義矢             | 2012年03月23日 - 2013年11月30日                             | 第28普通科連隊長 兼 函館駐屯地司令       | 第19普通科連隊長                                 |
| 31               | 谷口喜一郎           | 2013年12月01日 - 2014年12月18日                             | 陸上自衛隊研究本部研究員                 | 第42普通科連隊長                                 |
| 32               | 小野田宏樹           | 2014年12月19日 - 2017年03月22日                             | 陸上自衛隊研究本部研究員                 | 西部方面総監部付 →2017年3月27日 水陸機動準備隊長 |
| 33               | 中村英昭             | 2017年03月23日 - 2020年03月17日                             | 第5旅団司令部第3部長                     | 第41普通科連隊長 兼 別府駐屯地司令               |
| 34               | 溝江義一 （2等陸佐） | 2020年03月18日 - 2022年07月31日                             | 防衛装備庁長官官房装備開発官付           | 退職（1等陸佐昇任）                              |
| 35               | 久我健児 （2等陸佐） | 2022年08月01日 - 2024年08月01日                             | 東北方面総監部情報部資料課長             | 第1空挺団本部高級幕僚                            |
| 36               | 溝口光章             | 2024年08月02日 -                                            | 陸上自衛隊教育訓練研究本部勤務           |                                                  |